# Dura lex, sed lex
Dura lex, sed lex ("La legge è dura, ma è legge") è un invito a rispettare la legge anche nei casi in cui sia più rigida e rigorosa.

## Significato
Secondo una diffusa attribuzione di significato, avendo lo scopo di risanare gli abusi, lesivi del diritto privato e pubblico, ossia in considerazione del beneficio della comunità, questo brocardo inviterebbe all'osservanza di leggi anche gravose.

## Origine
Il brocardo risalirebbe a Ulpiano ed era già presente nel Digesto (XL, 9, 12, 1) dov'era riferito a una legge rigorosa che regolava l'affrancamento degli schiavi.